# Патрік Рафтер
Патрік «Пет» Майкл Рафтер (англ. Patrick Michael Rafter) — австралійський тенісист-професіонал. Народився 28 грудня 1972 року в місті Маунт-Іса, Австралія .
Колишня перша ракетка світу. Двічі вигравав US Open та двічі виступав в фіналі Wimbledon в одиночному розряді. Також став переможцем Australian Open в парному розряді разом з Йонасом Бйоркманом в 1999. 2006 року був прийнятий в Міжнародну тенісну залу слави.
Завершив кар'єру 2003 року.

## Загальна статистика

### Виступи у турнірах Великого шолома
| W | Ф | ПФ | ЧФ | #Р | КТ | К# | DNQ | A | NH |

| Турнір                                 | 1990 | 1991 | 1992 | 1993 | 1994 | 1995 | 1996 | 1997 | 1998 | 1999 | 2000 | 2001 | SR     | В-П   |
| -------------------------------------- | ---- | ---- | ---- | ---- | ---- | ---- | ---- | ---- | ---- | ---- | ---- | ---- | ------ | ----- |
| Відкритий чемпіонат Австралії з тенісу | К2р  | К1р  | 1р   | 1р   | 3р   | 4р   | 2р   | 1р   | 3р   | 3р   |      | ПФ   | 0 / 9  | 15–9  |
| Відкритий чемпіонат Франції з тенісу   |      |      |      | К3р  | 4р   | 1р   | 1р   | ПФ   | 2р   | 3р   | 2р   | 1р   | 0 / 8  | 12–8  |
| Вімблдонський турнір                   |      |      | К2р  | 3р   | 2р   | 1р   | 4р   | 4р   | 4р   | ПФ   | Ф    | Ф    | 0 / 9  | 29–9  |
| Відкритий чемпіонат США з тенісу       |      |      | К1р  | 1р   | 3р   | 2р   | 1р   | П    | П    | 1р   | 1р   | 4р   | 2 / 9  | 20–7  |
| В-П                                    | 0–0  | 0–0  | 0–1  | 2–3  | 8–4  | 4–4  | 4–4  | 15–3 | 13–3 | 9–4  | 7–3  | 14–4 | 2 / 35 | 76–33 |

#### Фінали: 4 (2–2)
| Результат | Рік  | Турнір                           | Покриття | Суперник         | Рахунок                        |
| --------- | ---- | -------------------------------- | -------- | ---------------- | ------------------------------ |
| Перемога  | 1997 | Відкритий чемпіонат США з тенісу | Тверде   | Грег Руседскі    | 6–3, 6–2, 4–6, 7–5             |
| Перемога  | 1998 | Відкритий чемпіонат США (2)      | Тверде   | Марк Філіппуссіс | 6–3, 3–6, 6–2, 6–0             |
| Поразка   | 2000 | Вімблдонський турнір             | Трава    | Піт Сампрас      | 7–6(12–10), 6–7(5–7), 4–6, 2–6 |
| Поразка   | 2001 | Вімблдонський турнір (2)         | Трава    | Горан Іванишевич | 3–6, 6–3, 3–6, 6–2, 7–9        |

## Фінали турнірів ATP

#### Одиночний розряд: 25 (11 титулів, 14 поразок)
| Легенда                  |
| ------------------------ |
| Grand Slam (2–2)         |
| Grand Slam Cup (0–1)     |
| ATP Masters Series (2–4) |
| ATP Турнір Series (1–2)  |
| ATP Tour (6–5)           |

| Фінали за покриттям |
| ------------------- |
| Тверде (7–8)        |
| Ґрунт (0–2)         |
| Трава (4–2)         |
| Килим (0–2)         |

| Фінали за умовами |
| ----------------- |
| Outdoors (11–13)  |
| Indoors (0–1)     |

| Результат | Ранг | Дата                 | Турнір                                         | Покриття   | Опонент           | Рахунок                        |
| --------- | ---- | -------------------- | ---------------------------------------------- | ---------- | ----------------- | ------------------------------ |
| Поразка   | 1.   | Кві 1994             | Гонконг, UK                                    | Тверде     | Майкл Чанг        | 1–6, 3–6                       |
| Перемога  | 1.   | Чер 1994             | Manchester Open, UK                            | Трава      | Вейн Феррейра     | 7–6(7–5), 7–6(7–4)             |
| Поразка   | 2.   | Бер 1997             | Philadelphia, USA                              | Тверде (i) | Піт Сампрас       | 7–5, 6–7(4–7), 3–6             |
| Поразка   | 3.   | Кві 1997             | Гонконг, UK                                    | Тверде     | Майкл Чанг        | 3–6, 3–6                       |
| Поразка   | 4.   | Тра 1997             | St. Poelten, Австрія                           | Ґрунт      | Марсело Філіппіні | 6–7(2–7), 2–6                  |
| Поразка   | 5.   | Сер 1997             | New Haven, USA                                 | Тверде     | Євген Кафельников | 6–7(4–7), 4–6                  |
| Поразка   | 6.   | Сер 1997             | Connecticut Open, USA                          | Тверде     | Карлос Моя        | 4–6, 6–7(1–7)                  |
| Перемога  | 2.   | 1997                 | Відкритий чемпіонат США з тенісу, USA          | Тверде     | Грег Руседскі     | 6–3, 6–2, 4–6, 7–5             |
| Поразка   | 7.   | Кубок Великого шлему | Кубок Великого шлему, Німеччина                | Килим (i)  | Піт Сампрас       | 2–6, 4–6, 5–7                  |
| Перемога  | 3.   | Кві 1998             | Maharashtra Open, Індія                        | Тверде     | Мікаель Тільстрем | 6–3, 6–4                       |
| Перемога  | 4.   | Чер 1998             | Rosmalen Grass Court Championships, Нідерланди | Трава      | Мартін Дамм       | 7–6(7–2), 6–2                  |
| Перемога  | 5.   | Сер 1998             | Торонто, Канада                                | Тверде     | Ріхард Крайчек    | 7–6(7–3), 6–4                  |
| Перемога  | 6.   | Сер 1998             | Мастерс Цинциннаті, USA                        | Тверде     | Піт Сампрас       | 1–6, 7–6(7–2), 6–4             |
| Перемога  | 7.   | Сер 1998             | Connecticut Open, USA                          | Тверде     | Фелікс Мантілья   | 7–6(7–3), 6–2                  |
| Перемога  | 8.   | 1998                 | US Open, USA                                   | Тверде     | Марк Філіппуссіс  | 6–3, 3–6, 6–2, 6–0             |
| Поразка   | 8.   | Тра 1999             | Рим, Італія                                    | Ґрунт      | Густаво Куертен   | 4–6, 5–7, 6–7(6–8)             |
| Перемога  | 9.   | Чер 1999             | 's-Hertogenbosch, Нідерланди                   | Трава      | Андрей Павел      | 3–6, 7–6(9–7), 6–4             |
| Поразка   | 9.   | Сер 1999             | Cincinnati, USA                                | Тверде     | Піт Сампрас       | 6–7(7–9), 3–6                  |
| Перемога  | 10.  | Чер 2000             | 's-Hertogenbosch, Нідерланди                   | Трава      | Ніколя Ескюде     | 6–1, 6–3                       |
| Поразка   | 10.  | 2000                 | Вімблдонський турнір, UK                       | Трава      | Піт Сампрас       | 7–6(12–10), 6–7(5–7), 4–6, 2–6 |
| Поразка   | 11.  | Лис 2000             | Ліон, Франція                                  | Килим (i)  | Арно Клеман       | 6–7(2–7), 6–7(5–7)             |
| Поразка   | 12.  | 2001                 | Wimbledon, UK                                  | Трава      | Горан Іванишевич  | 3–6, 6–3, 3–6, 6–2, 7–9        |
| Поразка   | 13.  | 2001                 | Montréal, Канада                               | Тверде     | Андрей Павел      | 6–7(3–7), 6–2, 3–6             |
| Поразка   | 14.  | 2001                 | Cincinnati, USA                                | Тверде     | Густаво Куертен   | 1–6, 3–6                       |
| Перемога  | 11.  | Сер 2001             | Індіанаполіс, USA                              | Тверде     | Густаво Куертен   | 4–2 ret.                       |

#### Парний розряд: 18 (10 титулів, 8 поразок)
| Легенда                  |
| ------------------------ |
| Grand Slam (1–0)         |
| Tennis Masters Cup (0–0) |
| ATP Masters Series (2–2) |
| ATP Турнір Series (0–1)  |
| ATP Tour (7–5)           |

| Фінали за покриттям |
| ------------------- |
| Тверде (6–4)        |
| Ґрунт (2–1)         |
| Трава (2–1)         |
| Килим (0–2)         |

| Фінали за умовами |
| ----------------- |
| Outdoors (10–8)   |
| Indoors (0–0)     |

| Результат | Ранг | Дата     | Турнір                                            | Покриття  | Партнер           | Опоненти                            | Рахунок                        |
| --------- | ---- | -------- | ------------------------------------------------- | --------- | ----------------- | ----------------------------------- | ------------------------------ |
| Поразка   | 1.   | Кві 1994 | Hong Kong Tennis Open, Гонконг                    | Тверде    | Йонас Бйоркман    | Джим Грабб Бретт Стівен             | w/o                            |
| Перемога  | 1.   | Тра 1994 | Bologna Open, Італія                              | Ґрунт     | Джон Фіцджеральд  | Войтех Флегль Ендрю Флорент         | 6–3, 6–3                       |
| Поразка   | 2.   | Жов 1994 | Open Sud de France, Франція                       | Килим (i) | Мартін Дамм       | Якоб Гласек Євген Кафельников       | 7–6, 6–7, 6–7                  |
| Перемога  | 2.   | Січ 1995 | Australian Hard Court Championships, Adelaide     | Тверде    | Джим Кур'є        | Байрон Блек Грант Коннелл           | 7–6, 6–4                       |
| Поразка   | 3.   | Жов 1995 | Ostrava, Чехія                                    | Килим (i) | Гі Форже          | Йонас Бйоркман Хав'єр Франа         | 7–6, 4–6, 6–7                  |
| Поразка   | 4.   | Кві 1996 | Bermuda Open, USA                                 | Ґрунт     | Пет Кеш           | Ян Апелль Брент Гейгарт             | 6–3, 1–6, 3–6                  |
| Перемога  | 3.   | Тра 1996 | U.S. Men's Clay Court Championships, Pinehurst    | Ґрунт     | Пет Кеш           | Кен Флек Девід Вітон                | 6–2, 6–3                       |
| Перемога  | 4.   | Січ 1997 | Australian Hardcourt Championships, Adelaide      | Тверде    | Браян Шелтон      | Тодд Вудбрідж Марк Вудфорд          | 6–4, 1–6, 6–3                  |
| Поразка   | 5.   | Бер 1997 | Indian Wells Open, USA                            | Тверде    | Марк Філіппуссіс  | Марк Ноулз (тенісист) Деніел Нестор | 6–7, 6–4, 5–7                  |
| Поразка   | 6.   | Кві 1997 | Japan Open, Tokyo                                 | Тверде    | Джастін Гімелстоб | Мартін Дамм Даніель Вацек           | 6–2, 2–6, 6–7                  |
| Перемога  | 5.   | Чер 1997 | Queen's Club Championships, UK                    | Трава     | Марк Філіппуссіс  | Сендон Столл Цирил Сук              | 6–2, 4–6, 7–5                  |
| Поразка   | 7.   | Сер 1997 | Мастерс Цинциннаті, USA                           | Тверде    | Марк Філіппуссіс  | Тодд Вудбрідж Марк Вудфорд          | 6–7, 6–4, 4–6                  |
| Перемога  | 6.   | Бер 1998 | Newsweek Champions Cup, USA                       | Тверде    | Йонас Бйоркман    | Тодд Мартін Річі Ренеберг           | 6–4, 7–6                       |
| Перемога  | 7.   | Сер 1998 | Mercedes-Benz Cup, Los Angeles                    | Тверде    | Сендон Столл      | Джефф Таранго Даніель Вацек         | 6–4, 6–4                       |
| Перемога  | 8.   | Лют 1999 | Відкритий чемпіонат Австралії з тенісу, Melbourne | Тверде    | Йонас Бйоркман    | Магеш Бгупаті Леандер Паес          | 6–3, 4–6, 6–4, 6–7(10–12), 6–4 |
| Перемога  | 9.   | Чер 1999 | Halle Open, Німеччина                             | Трава     | Йонас Бйоркман    | Паул Гаргейс Джаред Палмер          | 6–3, 7–5                       |
| Перемога  | 10.  | Сер 1999 | Мастерс Канада, Montréal                          | Тверде    | Йонас Бйоркман    | Байрон Блек Вейн Феррейра           | 7–6, 6–4                       |
| Поразка   | 8.   | Чер 2001 | Gerry Weber Open, Німеччина                       | Трава     | Максим Мирний     | Деніел Нестор Сендон Столл          | 4–6, 7–6(7–5), 1–6             |